# Erich Ribbeck
Erich Ribbeck (Wuppertal, 1937. június 13. –) német labdarúgó, hátvéd, edző. A német válogatott szövetségi kapitánya 1998 és 2000 között.

## Pályafutása

### Játékosként
Az SSV 1904 Wuppertal csapatában kezdte a labdarúgást. 1959-ben itt mutatkozott be az első csapatban, ahol három idényen át szerepelt. 1962 és 1965 között a Viktoria Köln labdarúgója volt és itt hagyta abba az aktív labdarúgást.

### Edzőként
1965 és 1967 között a Borussia Mönchengladbach segédedzője volt. Az 1967–68-as idényben a Rot-Weiß Essen csapatánál mutatkozott be, mint vezetőedző. 1968 és 1973 között az Eintracht Frankfurt, 1973 és 1978 között az 1. FC Kaiserslautern együtteseinek szakmai munkáját irányította.  1978-ban az újdonsült szövetségi kapitány, Jupp Derwall segítője lett a nyugatnémet válogatottnál. Derwall 1984-es lemondása után egy idényre a Borussia Dortmund vezetőedzője lett. 1985 és 1988 között Bayer Leverkusen tevékenykedett. Az 1987–88-as idényben UEFA-kupa győztes lett a csapattal. Az 1992–93-as idényben a Bayern München vezetőedzője volt, majd az 1995–96-os szezonban visszatért a leverkuseni csapathoz. 1998-ban a  német válogatott szövetségi kapitánya lett. A 2000-es Európa-bajnokság kudarcát követően lemondott posztjáról.

## Sikerei, díjai

### Edzőként
Bayer Leverkusen
- UEFA-kupa
  - győztes: 1987–88